# یواس‌اس اینسسانت (ای‌ام-۲۴۸)
یواس‌اس اینسسانت (ای‌ام-۲۴۸) (به انگلیسی: USS Incessant (AM-248)) یک کشتی بود که طول آن ۱۸۴ فوت ۶ اینچ (۵۶٫۲۴ متر) بود. این کشتی در سال ۱۹۴۳ ساخته شد.